# Avillers-Sainte-Croix
Avillers-Sainte-Croix é uma comuna francesa na região administrativa de Grande Leste, no departamento de Meuse. Estende-se por uma área de 5,5 km². Em 2010 a comuna tinha 64 habitantes (densidade: 11,6 hab./km²).